# Stichopus rubermaculosus
Stichopus rubermaculosus is een zeekomkommer uit de familie Stichopodidae.
De wetenschappelijke naam van de soort werd in 2002 gepubliceerd door Massin, Zulfigar, Hwai, Boss.